# Mayara Stefane
Mayara Stefane é uma atriz, dubladora e diretora de dublagem brasileira nascida em 30 de junho de 1998 em São Paulo. Ela é mais conhecida por ter feito a voz de Mikasa, em Shingeki no Kyojin, e Suzume, em Suzume, pelo qual venceu o Anime Awards Brasil em 2024.

## Carreira
Stefane começou no teatro aos nove anos de idade, e nunca se afastou das artes cénicas, acabando por migrar para a dublagem em 2014. Deste então, fez inúmeros papéis, ganhando destaque por sua interpretação de Mikasa, de Shingeki no Kyojin e a protagonista do longa metragem homônimo Suzume, de Makoto Shinkai.
Em 2021, foi indicada ao Anime Awards Brasil na categoria Melhor Performance em Dublagem Brasileira por seu trabalho como Mikasa.
A atriz também iniciou uma carreira como diretora de dublagem, tendo dirigido obras como Lycoris Recoil e Fuufu Ijou, Koibito Miman.
Stefane também dá cursos de dublagem na Dubrasil.
Também trabalha como influenciadora digital, tendo mais de 100 mil inscritos no YouTube no Instagram.
Já participou de inúmeros eventos pelo Brasil, como o Imagineland, Anime Friends e o Anime Summit.

## Papéis em dublagem
Eira, em Assassin's Creed Valhalla
Skylar Kohrs, em Far Cry 5
Lily Castellanos, em The Evil Within 2
2B, em Nier: Automata
Mikasa, em Shingeki no Kyojin
Chisato, em Lycoris Recoil
Eri, em Boku no Hero Academia
Shoki, em Saintia Sho
Crusch, em Overlord

## Direção em dublagem
Lycoris Recoil
Fuufu Ijou, Koibito Miman.

## Prêmios
| Ano  | Premiação           | Categoria                                   | Papel                         | Resultado |
| ---- | ------------------- | ------------------------------------------- | ----------------------------- | --------- |
| 2021 | Anime Awards Brasil | Melhor Performance em Dublagem Brasileira   | Mikasa, em Shingeki no Kyojin | Indicada  |
| 2024 | Anime Awards Brasil | Performance Favorita em Dublagem Brasileira | Suzume, em Suzume             | Venceu    |